# Selenisa projiciens
Selenisa projiciens là một loài bướm đêm trong họ Erebidae.